# Проспект Калинина (Москва)
Проспе́кт Кали́нина (также был известен как Новоарбатский проспект) — магистраль в Центральном административном округе Москвы, существовавшая на территории района Арбат в 1963—1994-х годах. Названа в честь советского революционера Михаила Калинина. Магистраль включала современные улицы Воздвиженку и Новый Арбат.

## Расположение
Проспект был образован из Сапожковской площади, улицы Калинина (Воздвиженки), вновь проложенной магистрали Новый Арбат и части Кутузовского проспекта от Садового кольца до бывшего Новинского переулка. Начинался у Троицких ворот Кремля и заканчивался на набережной Москвы-реки у Новоарбатского моста, которому в это время было также дано имя Калинина.

## История

### Проектирование
Идея прокладки новой западной улицы возникла в 1935 году в рамках Генерального плана реконструкции Москвы. Необходимость возведения высокоскоростной магистрали появилась по причине строительства Минского шоссе и частыми поездками правительственных кортежей из Кремля до загородных дач, расположенных на Можайском и Рублёво-Успенском шоссе.
По предложению председателя исполнительного комитета Моссовета Николая Дыгая первый секретарь ЦК КПСС Никита Хрущёв объявил летом 1962 года конкурс на лучший проект нового проспекта от улицы Калинина до Садового кольца. Застройка магистрали была поручена архитектору Михаилу Посохину, в работе участвовали Ашот Мндоянц, Глеб Макаревич, Борис Тхор и Шаген Айрапетов. В планировке проспекта и высотных жилых домов также были задействованы архитекторы Игорь Покровский, Юрий Попов, Александр Зайцев, В. Васильев, М. Каплан и инженеры строительного управления «Моспроект-2» — С. Школьников, В. Сно, Василий Николаев, Лев Гохман и А. Ниснеев.
Было предложено несколько проектов, учитывающих санитарные нормы проживания, необходимость транспортной разгрузки соседних улиц и подготовку инженерных коммуникаций. Первый макет, не принятый Хрущёвым, предполагал застройку участка от улицы Воровского до Садового кольца продолговатыми шести- или семиэтажными корпусами с расположенными между ними стеклянными торговыми павильонами. По замыслу разработчиков, следовало снести церковь Симеона Столпника и возвести вместо неё здание кинотеатра. Хрущёв также отклонил строительство высоток в духе сталинского ампира и минималистических бетонных небоскрёбов, представленных во втором проекте.
30 июля 1962 года окончательный план магистрали был утверждён. По правой стороне улицы предусматривалось возведение пяти жилых домов, нижние этажи которых отводились под различные торговые точки и столовые. В промежутках между зданиями архитекторы предполагали расположить кинотеатр и два крупных магазина. Подобная планировка позволяла сохранить старинные дореволюционные дома от сноса. Предложенная к реставрации церковь Симеона Столпника должна была выделяться на фоне архитектурного ансамбля проспекта. На левой стороне улицы запланировали построить высотные административные здания, объединённые двухэтажным стилобатом. В нём архитекторы собирались разместить крупные торговые объекты.

### Критика
Калининский проспект — знаковый ансамбль раннего советского модернизма, вызвавший сразу после строительства противоречивую реакцию. Главной причиной критики были агрессивное вмешательство в исторически ценную московскую застройку и проамериканский внешний вид. Однако, с точки зрения технологий, строительство Калининского проспекта стало первым в СССР опытом применения унифицированного каркаса и сборных панелей при строительстве общественных зданий, возводимых по индивидуальным проектам.

### Строительство
Прокладка новой проезжей части длилась с 1962 по 1963 год. Строительству автомобильной дороги и зданий на проспекте Калинина предшествовал снос старых сооружений, расположенных на месте будущей магистрали. После завершения прокладки нового полотна дороги 19 декабря 1963 года исполком Моссовета присоединил к нему улицу Калинина и Новинский переулок, образовав тем самым проспект Калинина.
С 1964 по 1967 год велось возведение жилых домов серии 1МГ-601Ж и многоэтажных административных зданий на участке от улицы Воровского до Новоарбатского моста. В 1969-м завершилось обустройство и состоялось открытие объектов торговли, сервиса и быта. В 1970 году сложившийся ансамбль был дополнен зданием СЭВ, построенным по проекту Посохина и Мндоянца. Оно должно было выполнять функцию связующего звена между Калининским и Кутузовским проспектами. Участок на Арбатской площади Посохин дополнил также зданием Министерства обороны, возведение которого завершилось к концу 1980-х годов.
Проспект продолжил трансформацию центра Москвы в многолучевое функциональное пространство. Застройка новоарбатского участка выполнена в духе конструктивизма и функционализма и имеет общие черты с работами французского мастера Ле Корбюзье. Архитектурный ансамбль новоарбатской части магистрали проектировщики описывали следующим образом:
При проектировании комплекса зданий и сооружений много внимания уделялось как композиции ансамбля в целом, так и композиции каждого из его элементов. Магистраль плотно застроена двухэтажными зданиями торгового центра, над которым возвышаются административные и жилые дома. Торговый центр или комплекс торгово-бытового обслуживания располагается по обеим сторонам магистрали и связан подземными переходами под проезжей частью улицы.
На южной стороне магистрали торговый центр и административные здания задуманы как единый архитектурный организм. Четыре 26-этажных административных здания обращены развернутыми фасадами к улице и как бы стоят на двухэтажном цоколе, длина которого 800, а ширина достигает 50 метров. Здесь в первых двух этажах располагаются магазины и кафе. Торговые предприятия объединены общим архитектурным решением, а 18-метровый тротуар, идущий вдоль витрин частично защищен навесом, который защищает пешеходов от непогоды и солнца.

На северной стороне проспекта предприятия торгового центра размещаются в двухэтажных зданиях, расположенных между пятиэтажными домами, но все они, включая кинотеатр, также имеют навес над тротуаром.

### Реконструкция
Масштабная реконструкция магистрали, включавшая снос ветхих домов от Боровицкой до Арбатской площадей, была намечена на 1970-е годы. В рамках обновления облика проспекта на месте его пересечения с Садовым кольцом Посохин намеревался возвести ещё одно высотное здание-книжку. К концу 1980-х годов архитектор Дмитрий Солопов преобразовал проект в многоэтажный дом Международного центра науки и знаний. Возведение здания не завершили, строительство было окончательно остановлено в 1990-е годы.
В 1990 году начальному участку магистрали вернули название Воздвиженка, а проложенную в 1960-х часть переименовали в улицу Новый Арбат. В 1994 году переименование было утверждено повторно.

## Примечательные здания и сооружения
По нечётной стороне:
- № 1 — дом купца Александра Торлецкого с 1847 года. С 1850 по 1918 год здание принадлежало князю Григорию Гагарину. В 1919—1941 годах в доме располагался Исполнительный комитет Коммунистического интернационала[16].
- № 3 — главный корпус Библиотеки имени Ленина[17].
- № 5 — дом генерала-поручика Петра Талызина, построенный в 1787 году. С 1845-го здание занимала Московская казённая палата. С 1920 по 1924 год в нём располагался Секретариат ЦК РКП (б). С 1925-го в доме заседал Госплан СССР. В 1945 году здание было передано Музею архитектуры имени Щусева[16].
- № 7, строение 1 — жилой дом священнослужителей с кельями Крестовоздвиженского монастыря. Построен во второй половине XVIII века[18].
- № 7, строение 2 — жилой дом обер-прокурора Святейшего правительствующего синода. Построен в 1817 году под руководством архитектора И. Н. Лизогубова[19].
- № 9 — дом генерала Василия Грушецкого, известный также как дом Волконского. В 1923—1939 годах в нём размещалось издательство «Крестьянская газета»[20].
- № 11 — дом с меблированными комнатами «Америка», в котором в 1893 году композитор Сергей Рахманинов написал «Элегическое трио № 2» памяти Петра Чайковского. Снесён в 1984 году. По проекту Михаила Посохина на его месте было построено здание Министерства обороны СССР[21][5].
- № 13 — место выступления Владимира Ленина против народника Василия Воронцова. В 1941 году здание было уничтожено во время битвы за Москву. В 1944-м на месте разрушенного здания обустроили сквер[21].
- № 15 — особняк Эмилии Федотовой, построенный в 1900 году. С 1923-го присоединен с корпусам родильного дома имени Григория Грауэрмана[22].
- № 19, 23, 27, 29 — четыре 26-этажных административных высотки-книжки. В зданиях размещались различные министерства СССР: электротехнической промышленности, тяжелого энергетического и транспортного машиностроения, строительного, дорожного и коммунального машиностроения, угольной промышленности, мясной и молочной промышленности, цветной металлургии, лёгкой промышленности, пищевой промышленности[23].

По чётной стороне:
- № 4 — до 1917 года в доме располагались меблированные комнаты гостиницы «Петергоф». После революции на первом этаже здания открыли приёмную Председателя ВЦИК[16].
- № 6, строение 1 — в первые годы советской власти дом занимала Академия Генштаба Красной Армии[16].
- № 6, строение 2 — Здание Кремлёвской поликлиники, построенное в 1930 году по проекту архитектора Николая Гофмана-Пылаева[24].
- № 6, строение 3 — Дом Разумовского, находившийся в попечении Кремлёвской больницы[25].
- № 8, строение 1 — дом графа П. Н. Шереметьева. Построен по проекту архитектора Николая Львова в 1780 году. В 1973-м здание было передано музею Калинина[26].
- № 10 — Здание Военторга. C 1923 по 1937 год в доме жил венгерский революционер Бела Кун[27].
- № 12 — дом Г. М. Устинова, построенный в начале XIX века[28].
- № 14 — особняк Варвары Морозовой, занятый Союзом советских обществ дружбы и культурных связей с зарубежными странами[21].
- № 16 — особняк Арсения Морозова, функционировавший с 1959 года как Дом дружбы с народами зарубежных стран[29].
- № 18 — усадьба Шаховского — Краузе — Осиповских, построенная в XVIII векe[28].
- № 20 — дом связи с автоматической телефонной станцией на 40 тысяч номеров и отделением справочной службы «09».
- № 22 — церковь Симеона Столпника, функционирующая с 1968 года как выставочный зал Российского общества охраны природы[30].
- № 26 — Московский дом книги, являвшийся в советское время крупнейшим книжным магазином в стране.
- № 42 — кинотеатр «Октябрь», построенный в 1967 году[23].
- № 50 — здание Центрального НИИ курортологии и физиотерапии, открытого в 1918 году;
- № 54 — здание СЭВ, также известное как «Дом-книжка»[31].

## Калининские места
- Станция метро «Калининская». Названа в 1946 году, в 1990-м переименована в «Александровский сад». В 1946 году в вестибюле станции был установлен бюст Михаила Калинина[32].
- В доме № 4 Калинин принимал посетителей Верховного Совета СССР, а напротив Пашкова дома располагалось здание, где он проживал[16].
- У дома № 14 на углу с Большим Кисловским переулком в 1978 году возвели памятник Калинину работы скульптора  Б. И. Дюжева и архитектора Е. И. Кутырёва, но в 1991 году монумент был демонтирован[32].

## В кино
- «"Три тополя" на Плющихе» (1967) 37:14 — видна строящаяся высотка и кран.[источник не указан 249 дней]
- «Урок литературы» (1968) 11:00, 18:00, 71:16 — видны строящиеся высотки в окружении кранов.